# Olios paraensis
Olios paraensis är en spindelart som först beskrevs av Eugen von Keyserling 1880.  Olios paraensis ingår i släktet Olios och familjen jättekrabbspindlar. Inga underarter finns listade i Catalogue of Life.